# Ewondo
 (octobre 2022).
Si vous disposez d'ouvrages ou d'articles de référence ou si vous connaissez des sites web de qualité traitant du thème abordé ici, merci de compléter l'article en donnant les références utiles à sa vérifiabilité et en les liant à la section « Notes et références ».
Pour les articles homonymes, voir Ewondo (homonymie).
L’ewondo ou plus exactement le kóló est  une langue parlée dans la partie centrale du Cameroun par plus de 2 500 000 personnes. C'est la langue nationale la plus parlée à Yaoundé, la capitale, et les régions voisines. Elle est similaire, à quelques exceptions près, à d'autres langues du Cameroun comme l'ìtón (ou eton), ou encore le nnanga.
C'est une langue véhiculaire utilisée principalement par les travailleurs migrants dans la région centrale du pays (routiers, terrassiers) et par les marchands ambulants. C’est la langue maternelle des Bëti be Kóló (ou Kóló Bëti) couramment appelés, par abus de langage, Ewondos. Cette dernière appellation tire son origine d'une erreur faite par les premiers colons. De façon plus précise, cette erreur qui date de 1895 fut introduite maladroitement par Georg August Zenker puis reprise par les Pallottins et plus tard l'administration coloniale. Chez les  Kóló Bëti, Ewondo désigne juste l'un de leurs clans (et non une langue), au même titre qu'Edzoa, Bene, Emombo, Etudi, Tsinga, Enoa, Etenga, Yanda, etc. Ces différents clans parlent le kóló. Stricto sensu, la langue ewondo n'existe pas, au même titre que le camerounais, le belge ou le suisse.
Par ailleurs, autour du clan Ewondo, on retrouve les quatre lignages: les Mvog Atangana Mballa, les Mvog Tsoungui Mballa, les Mvog Fouda Mballa et les Mvog Ebanda Ndzongo. Il est à noter que les Mvog Atemengue, les Mvog Betsi, les Mvog Ibi devenu Mvog Mbi, etc. sont des familles Mvog Tsoung Mbala.
Le clan Bene est constitué de 14 lignages (? ou familles) : Eléndé, Mvog Manga Mombo Ndzie, Mvog Amugu Mombo Ndzié, Mvog Belinga Mombo ndzié, Mvog Ndi Mbié, Mvog Nnomo, Mvog Zambo, Mvog Man Ze, Mvog Ndzouli Fouda, Mvog Evoundou Baana, Ehondo, Otoloa'o, Eboa. Ils sont répartis pour la plupart dans le département de la Mefou-Afamba dans la Mvinla dans le Nyong et So'o.
À l'origine, les Mvog Ibi sont originaires du Sud Cameroun. Ce sont en réalité des personnes de l'ethnie Fong du sud Cameroun qui, pendant la période coloniale, étaient chargées d'arrêter les populations grâce à leur force physique et leur courage. Les Mvog Ibi sont de nos jours appelés Mvog Mbi.
Dans l’ordre chronologique les Mvog Abena, Mvog Ahanda, Mvog Evuna et Mvog Ekali constituent l'essentiel du clan Etudi.
Dans le clan Yanda, on a les lignages Mvog Ngenda, Mvog Biako, Mvog Ebela Kunu.
De façon similaire, chez les Itón Bëti, on retrouve les clans Essele, Mbokani, Mendoum, Menyagda, etc. Ces derniers parlent l'ìtón.

## Classification
L’ewondo est classifié avec le code ISO 639-3 : ewo, la référence A72a par Guthrie, et le code 99-AUC-ca par Linguasphere.

## Écriture
L’ewondo est écrit avec un alphabet latin basé sur l’Alphabet général des langues camerounaises (AGLC). Il a aussi été écrit avec d’autres alphabets latins.
| Majuscules | Majuscules | Majuscules | Majuscules | Majuscules | Majuscules | Majuscules | Majuscules | Majuscules | Majuscules | Majuscules | Majuscules | Majuscules | Majuscules | Majuscules | Majuscules | Majuscules | Majuscules |
| ---------- | ---------- | ---------- | ---------- | ---------- | ---------- | ---------- | ---------- | ---------- | ---------- | ---------- | ---------- | ---------- | ---------- | ---------- | ---------- | ---------- | ---------- |
| A          | B          | D          | Dz         | E          | Ə          | Ɛ          | F          | G          | Gb         | H          | I          | K          | Kp         | L          | M          | Mb         | Mgb        |
| Minuscules |            |            |            |            |            |            |            |            |            |            |            |            |            |            |            |            |            |
| a          | b          | d          | dz         | e          | ə          | ɛ          | f          | g          | gb         | h          | i          | k          | kp         | l          | m          | mb         | mgb        |
| Majuscules |            |            |            |            |            |            |            |            |            |            |            |            |            |            |            |            |            |
| Mv         | N          | Nd         | Ndz        | Ng         | Ny         | Ŋ          | O          | Ɔ          | P          | R          | U          | T          | S          | V          | W          | Y          | Z          |
| Minuscules |            |            |            |            |            |            |            |            |            |            |            |            |            |            |            |            |            |
| mv         | n          | nd         | ndz        | ng         | ny         | ŋ          | o          | ɔ          | p          | r          | u          | t          | s          | v          | w          | y          | z          |

Les tons sont indiqués à l’aide de diacritiques sur les voyelles :
- le ton haut est indiqué avec l’accent aigu : ‹ á é ə́ ɛ́ í ó ɔ́ ú › ;
- le ton moyen est indiqué avec le macron : ‹ ā ē ə̄ ɛ̄ ī ō ɔ̄ ū › ;
- le ton bas, le ton le plus fréquent, est indiqué par l’absence de diacritique : ‹ a e ə ɛ i o ɔ u › ;
- le ton montant est indiqué avec l’antiflexe : ‹ ǎ ě ə̌ ɛ̌ ǐ ǒ ɔ̌ ǔ › ;
- le ton tombant est indiqué avec l’accent circonflexe : ‹ â ê ə̂ ɛ̂ î ô ɔ̂ û ›.

### Anciens alphabets
| AGLC | Autres | Autres |
| ---- | ------ | ------ |
| e    | e      | é      |
| ə    | ë      | e      |
| ɛ    | è      | è      |
| ŋ    | ng     | ṅ      |
| o    | ô      | o      |
| ɔ    | o      | ò      |

## Quelques mots
| français          | ewondo | ewondo (pluriel) |
| ----------------- | ------ | ---------------- |
| Le ciel           | yób    |                  |
| La terre          | sí     |                  |
| L'homme           | fám    |                  |
| La femme          | miníŋá | biníŋá           |
| L'enfant          | mɔ́ŋɔ́   | bɔ́ŋɔ́             |
| Dieu              | Zambá  |                  |
| Le feu            | nduán  |                  |
| L'eau             | məndím |                  |
| La maison         | ndá    |                  |
| La route          | ǹdzɔ́ŋ  |                  |
| La fête/ la danse | abóg   | mebóg            |
| L'amour           | ediŋ   |                  |
| Le problème       | adzó   | mədzó            |
| La peau           | ikob   |                  |
| La tête           | ǹló    |                  |
| La main           | wɔ́     | mɔ́               |
| Le pied           | mekol  |                  |

### Les chiffres
| chiffre   | ewondo                     |
| --------- | -------------------------- |
| zéro      | zəzə                       |
| un        | fɔ́g                        |
| deux      | bɛ                         |
| trois     | lɛ́, lá                     |
| quatre    | nyi                        |
| cinq      | tán                        |
| six       | saman                      |
| sept      | zəmgbál                    |
| huit      | moom, mwom                 |
| neuf      | ebuúl, ibu                 |
| dix       | awóom                      |
| vingt     | məwóom mə́bɛ̄                |
| cent      | ǹtɛt                       |
| cinq cent | mintɛt mitán               |
| mille     | akúda, mintɛt awóm, tɔyina |
| six mille | tɔyina isaman              |